# Modulatore elettro-ottico
Nelle comunicazioni ottiche, il modulatore elettro-ottico è un dispositivo che viene utilizzato per modulare il fascio di luce. È in linea di principio basato su di un chip che sfrutta l'effetto elettro-ottico, dando luogo ad una modulazione del fascio ottico da cui è attraversato, coerentemente con il segnale elettrico ad alta frequenza [2.5-40 GHz] che viene fornito in ingresso. La modulazione può essere di fase, frequenza o ampiezza.
Il modulatore trasforma così l'informazione ad alto bit-rate dal dominio elettrico a quello ottico.
Costituisce un elemento di base in una rete in fibra ottica, dove è posto sempre in cascata ad una sorgente (un laser) e serve per modularne la potenza ottica inserendovi l'informazione da trasmettere. Si distingue dal modulatore ad elettroassorbimento per la diversa tecnologia di base, che penalizza il modulatore elettro-ottico dal punto di vista della compattezza, ma fornisce ad esso una maggiore robustezza alla dispersione cromatica e prestazioni migliori ai bitrate più alti.
IBM ha annunciato il 12 maggio 2015 di avere integrato in un unico processore grande quanto un cellulare, il tradizionale transistor al silicio e un chip fotonico che usa (al posto dell'impulso elettrico su piste di rame) fino a quattro raggi laser di "colori" diversi, ciascuno con una velocità fino a 25 Gbps, per un totale di 100 Gbps. Il processore può essere prodotto con gli attuali processi litografici usati per i chip al silicio, ideali per i Big Data e il cloud computing.

Intel da Marzo 2014 ha lanciato in commercio i cavi MXC in fibra ottica da connettere alla porta PCI Express con velocità massima fino a 800 Gigabit/secondo simmetrica in down e upload, composti da 4 file di 16 fibre ottiche (800 Gbps ciascuna) e disponibili nelle versioni da 8, 16, 32 e 64 fibre complessive.
Ugualmente, Hewlett-Packard Labs hanno in progetto entro il 2017 in versione beta, ed entro il 2019 in versione commerciale, una The Machine basata su ReRAM (memristore in commercio dal 2015 col partner coreano Hynix Semiconductor) e su un nuovo chip fotonico. 

## Descrizione
Un modulatore elettro-ottico è costituito da:
- fibra ottica in ingresso: riceve la potenza ottica continua erogata da un laser;
- ingresso RF: riceve da un driver il contenuto informativo, in forma di segnale elettrico di tensione ad alta frequenza (2.5-40 GHz);
- chip: in grado di far interagire il campo elettrico ad alta frequenza con il campo ottico, trasmettendo il contenuto informativo a quest'ultimo, sfruttando l'effetto elettro-ottico applicato ad una struttura di interferometro Mach Zehnder;
- fibra ottica di uscita: su di essa viene lanciato il segnale ottico modulato, dotato quindi di contenuto informativo;
- ingresso di polarizzazione in tensione: serve per mantenere il dispositivo al corretto punto di lavoro, tramite una tensione di lavoro, il cui valore è determinato tramite uno schema di feedback.

Spesso l'insieme di laser, modulatore elettro-ottico e driver (con relativa circuiteria elettronica di controllo e pilotaggio) è racchiuso in un assieme che prende il nome di transponder.